# Hemsjön (Tysslinge socken, Närke)
Hemsjön är en sjö i Örebro kommun i Närke och ingår i Göta älvs huvudavrinningsområde.